# Olympische Sommerspiele 1920/Tennis
| Olympische Sommerspiele 1920 (Medaillenspiegel Tennis) | Olympische Sommerspiele 1920 (Medaillenspiegel Tennis) | Olympische Sommerspiele 1920 (Medaillenspiegel Tennis) | Olympische Sommerspiele 1920 (Medaillenspiegel Tennis) | Olympische Sommerspiele 1920 (Medaillenspiegel Tennis) | Olympische Sommerspiele 1920 (Medaillenspiegel Tennis) |
| Platz                                                  | Mannschaft                                             | Goldmedaillen                                          | Silbermedaillen                                        | Bronzemedaillen                                        | Total                                                  |
| ------------------------------------------------------ | ------------------------------------------------------ | ------------------------------------------------------ | ------------------------------------------------------ | ------------------------------------------------------ | ------------------------------------------------------ |
| 01                                                     | Großbritannien                                         | 2                                                      | 3                                                      | 1                                                      | 6                                                      |
| 02                                                     | Frankreich                                             | 2                                                      | —                                                      | 2                                                      | 4                                                      |
| 03                                                     | Südafrikanische Union                                  | 1                                                      | —                                                      | 1                                                      | 2                                                      |
| 04                                                     | Japan                                                  | —                                                      | 2                                                      | —                                                      | 2                                                      |
| 05                                                     | Tschechoslowakei                                       | —                                                      | —                                                      | 1                                                      | 1                                                      |

Bei den VII. Olympischen Spielen 1920 in Antwerpen wurden vom 16. bis 23. August fünf Wettbewerbe im Tennis ausgetragen.
Die Tennisplätze wurden extra für die Spiele direkt neben dem Olympiastadion angelegt. Durch die Nähe zu den Leichtathletik-Wettkämpfen, mussten häufig Matches wegen des Beifalls der Zuschauer dort unterbrochen werden.
Wie schon bei den Spielen zuvor, fehlten auch diesmal einige Topspieler. Diesmal überschnitten sich die Spiele mit den U.S. National Championships, weshalb sich die US-Amerikaner geschlossen für eine Teilnahme an diesen entschieden.
Es gab nicht wie bei den Spielen 1912 ein weiteres Turnier in einer Halle, sondern nur eine Austragung im Freien auf Rasen. Erstmals konnten die Damen neben dem Einzel auch an einer Doppelkonkurrenz teilnehmen.

## Herren

### Einzel
| Platz | Land                  | Spieler         |
| ----- | --------------------- | --------------- |
| 1     | Südafrikanische Union | Louis Raymond   |
| 2     | Japan                 | Kumagai Ichiya  |
| 3     | Südafrikanische Union | Charles Winslow |
| 4     | Großbritannien        | Oswald Turnbull |
| 5     | Spanien               | Manuel Alonso   |
| 5     | Südafrikanische Union | George Dodd     |
| 5     | Großbritannien        | Gordon Lowe     |
| 5     | Schweden              | Sune Malmström  |

Die Einzelkonkurrenz der Herren war international betrachtet schwach. Die drei besten Spieler der Zeit – die US-Amerikaner Bill Tilden und Bill Johnston sowie der Australier Gerald Patterson – nahmen nicht teil. Während die US-Amerikaner wegen der Überschneidung mit den US Open fernblieben, sollte Patterson eigentlich spielen, sagte jedoch wegen anderer Termine kurzfristig ab. Bei den US Championships gewann Tilden im Finale in fünf Sätzen gegen Johnston. Der Goldmedaillengewinner Louis Raymond hingegen hat über seinen Titel bei Olympia hinaus kaum internationale Erfolge vorzuweisen. Der Silbermedaillengewinner Kumagai Ichiya war der erste international spielende Tennisspieler aus Japan und gewann als erster Asiate eine olympische Medaille im Tennis.
Das Match zwischen Gordon Lowe und Augustos Zerlendis in der zweiten Runde war mit einer Dauer von sechs Stunden eines der längsten der olympischen Geschichte. Es wurde über zwei Tage ausgetragen. Die Balljungen sollen zu einem Zeitpunkt aus Langeweile den Platz verlassen haben, um Mittag zu essen, wodurch das Match bis zur Rückkehr unterbrochen werden musste. Letztlich gewann Lowe in fünf Sätzen.

### Doppel
| Platz | Land                  | Spieler                               |
| ----- | --------------------- | ------------------------------------- |
| 1     | Großbritannien        | Oswald Turnbull Max Woosnam           |
| 2     | Japan                 | Kashio Seiichirō Kumagai Ichiya       |
| 3     | Frankreich            | Pierre Albarran Max Décugis           |
| 4     | Frankreich            | Jean-François Blanchy Jacques Brugnon |
| 5     | Königreich Italien    | Mino Balbi di Robecco Cesare Colombo  |
| 5     | Südafrikanische Union | Cecil Blackbeard George Dodd          |
| 5     | Norwegen              | Conrad Langaard Jack Nielsen          |
| 5     | Südafrikanische Union | Brian Norton Louis Raymond            |

Auch die Doppelkonkurrenz war nicht am besten aufgestellt, wenn auch die Matches eng umkämpft waren. Die Briten Oswald Turnbull und Max Woosnam gewann im Finale gegen die Japaner Kashio Seiichirō und Kumagai Ichiya in vier Sätzen. Woosnam war neben dem Tennissport auch in weiteren Sportarten erfolgreich und galt als Sport-Allrounder. Er war auch für die britische Fußballmannschaft der Spiele 1920 vorgesehen, doch wollte seinen Fokus aber auf das Tennisturnier legen. Kumagai gewann nach dem Titel im Einzel auch die erste japanische Medaille im Doppel.
Das Spiel um Platz 3 ging kampflos an Pierre Albarran und Max Décugis. Letzter hatte schon bei den Zwischenspielen 1906 drei Goldmedaillen gewonnen.

## Damen

### Einzel
| Platz | Land           | Spielerin                |
| ----- | -------------- | ------------------------ |
| 1     | Frankreich     | Suzanne Lenglen          |
| 2     | Großbritannien | Dorothy Holman           |
| 3     | Großbritannien | Kathleen McKane          |
| 4     | Schweden       | Sigrid Fick              |
| 5     | Belgien        | Fernande Arendt          |
| 5     | Frankreich     | Élisabeth d’Ayen         |
| 5     | Belgien        | Anne de Borman           |
| 5     | Schweden       | Lily Strömberg-von Essen |

Die Damen-Einzelkonkurrenz besaß ein stärkeres Feld als jenes der Männer. Neben der Französin Suzanne Lenglen, die den Sport Anfang der 1920er Jahre nach Belieben dominierte und die als eine der besten Tennisspielerinnen aller Zeiten gilt, waren auch die im Finale unterlegene Dorothy Holman und die drittplatzierte Kathleen McKane Godfree (beides Britinnen) Topspielerinnen. Abwesend hingegen waren Molla Mallory, Dorothea Douglass sowie Elizabeth Ryan.
Im gesamten Turnierverlauf gab Lenglen keinen Satz und gerade einmal vier Spiele ab. Ihre ersten drei Matches gewann sie mit 6:0 und 6:0, danach verlor sie ein Spiel im Halbfinale und schließlich drei Spiele im Finale. Kathleen McKane gewann recht deutlich das Spiel um Platz 3 gegen die Schwedin Sigrid Fick.

### Doppel
| Platz | Land           | Spielerinnen                         |
| ----- | -------------- | ------------------------------------ |
| 1     | Großbritannien | Winifred McNair Kathleen McKane      |
| 2     | Großbritannien | Winifred Beamish Dorothy Holman      |
| 3     | Frankreich     | Suzanne Lenglen Élisabeth d’Ayen     |
| 4     | Belgien        | Fernande Arendt Marie Storms         |
| 5     | Schweden       | Sigrid Fick Lily Strömberg-von Essen |
| 5     | Belgien        | Marguerite Chaudoir Marthe Dupont    |
| 5     | Belgien        | Anne de Borman Lucienne Tschaggeny   |
| 5     | Dänemark       | Elsebeth Brehm Amory Hansen          |

Die Doppelkonkurrenz bestand aus neun Paarungen und wurde von Winifred McNair und Kathleen McKane aus Großbritannien gewonnen. Sie besiegten im Halbfinale die Französinnen um Élisabeth d’Ayen und Lenglen im dritten Satz mit 8:6 sowie im Finale ihre Landsfrauen Winifred Beamish und Dorothy Holman in zwei Sätzen. Die Bronzemedaille ging kampflos an die Französinnen Lenglen und d’Ayen.

## Mixed
| Platz | Land             | Spieler                                 |
| ----- | ---------------- | --------------------------------------- |
| 1     | Frankreich       | Suzanne Lenglen Max Décugis             |
| 2     | Großbritannien   | Kathleen McKane Max Woosnam             |
| 3     | Tschechoslowakei | Milada Skrbková Ladislav Žemla          |
| 4     | Dänemark         | Amory Hansen Erik Tegner                |
| 5     | Schweden         | Lily Strömberg-von Essen Sune Malmström |
| 5     | Belgien          | Marguerite Chaudoir Albert Lammens      |
| 5     | Norwegen         | Caro Dahl Conrad Langaard               |
| 5     | Belgien          | Marie Storms Stéphane Halot             |

Im Mixed-Doppel spielten 16 Paarungen aus sieben Nationen. Suzanne Lenglen gewann wie im Einzel die Goldmedaille. Max Décugis an ihrer Seite beendete mit dem Sieg seine olympische Karriere, die bereits bei den Spielen 1900 in Paris seinen Anfang nahm. Er gewann insgesamt sechs Medaillen, wovon vier golden waren – beides stellt olympischen Tennisrekord dar.
Auf dem Weg zum Turniersieg verloren sie einen Satz und wurden dennoch einzig im Finale gegen die britische Paarung aus McKane und Woosnam gefordert, wo sie mit 6:4 und 6:2 gewannen. McKane hat ebenso wie Lenglen bei allen drei Wettbewerben der Spiele 1920 eine Medaille gewonnen. Im Spiel um Platz 3 setzten sich Milada Skrbková und Ladislav Žemla aus der Tschechoslowakei durch.